# Jean Lèques

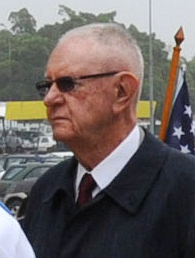
Jean Lèques (2009)

Jean Georges Lèques (* 31. August 1931 in Nouméa, Neukaledonien; † 1. Juni 2022 ebenda) war ein französisch-neukaledonischer Politiker. Er gehörte der Partei Le Rassemblement-UMP (RPCR) an. Von 1986 bis 2014 war er Bürgermeister von Nouméa und vom 28. Mai 1999 bis zum 5. April 2001 erster Präsident der Regierung Neukaledoniens.

## Leben
Lèques wurde in eine alte kaledonische Familie geboren, die seit 1861 in der Hauptstadt Nouméa ansässig ist.
Nach Abschluss seiner Schulzeit am Lycée Lapérouse ging er nach Frankreich, wo er in Grenoble Jura studierte. 1965 eröffnete er mit seiner Frau Évelyne ein Notariat in Nouméa. Seine Frau, die aus einer neukaledonischen protestantischen Familie stammt und mit der er vier Kinder hatte, schloss sich 2012 der Calédonie ensemble an, einer zentristischen Anti-Unabhängigkeitspartei.

## Politische Karriere
Lèques trat 1955, noch als Student in Grenoble, der Volksrepublikanischen Bewegung (MRP), einer christdemokratisch ausgerichteten Partei bei. Nach ihrer Auflösung 1966 schloss er sich dem Demokratischen Zentrum (CD) an, aus dem 1976 wiederum das Centre des démocrates sociaux (CDS) hervorging. Dieses schloss sich 1978 der Union pour la Démocratie Française (UDF) an, die wiederum 1995 zur Force démocrate (FD) wurde. Anschließend gehörte er weiteren französischen Mitte-Rechts-Parteien an: von 1995 bis 2002 der Neuen UDF, von 2002 bis 2015 der Union pour un mouvement populaire (UMP) und nach 2015 den Republikanern. Lèques bekannte sich zu Robert Buron, Jacques Barrot und Pierre Pflimlin. Er galt als ein Bewunderer von Robert Schuman, Georges Bidault und des US-Amerikaners Adlai Stevenson.

### Bürgermeister von Nouméa
Lèques wurde 1983 in den Gemeinderat von Nouméa gewählt und der erste Stellvertreter des Bürgermeisters Roger Laroque. Als dieser am 18. November 1985 verstarb, fungierte er interimistisch, bis er am 24. Januar 1986 zu Laroques Nachfolger gewählt wurde. Er wurde bis zu seinem Rückzug aus dem politischen Leben 2014 viermal wiedergewählt. Lequés gehörte auch zu den Unterzeichnern der Matignon-Abkommen.

### Präsidentschaft
Nach den im Abkommen von Nouméa festgelegten ersten Provinzwahlen im Mai 1999 wurde Lèques zum Vorsitzenden der ersten Kollegialregierung von Neukaledonien gewählt. Er war verantwortlich für die Vorbereitung der Übertragung staatlicher Befugnisse auf das Territorium.
Obwohl der glühende Katholik Lèques ein entschiedener Abtreibungsgegner war, wurde während seiner Amtszeit der freiwillige Schwangerschaftsabbruch von den gewählten Vertretern des Kongresses von Neukaledonien im Jahr 2000 legalisiert. Seine Tochter Brigitte Lèques, eine Ärztin für Familienplanung, war eine Aktivistin für die Legalisierung.
Aufgrund seiner Wiederwahl als Bürgermeister von Noumea legte er am 19. März 2001 die Präsidentschaft nieder, blieb aber bis zur Wahl seines Nachfolgers Pierre Frogier am 3. April 2001 im Amt.

## Ruhestand
Seit 2014 Ehrenbürgermeister von Nouméa, wurde er vom Staatspräsidenten der Französischen Republik Emmanuel Macron im Mai 2018 in den Rang eines Großoffiziers der Ehrenlegion erhoben.
Jean Lèques verstarb am Mittwoch, dem 1. Juni 2022, gegen sieben Uhr morgens im Alter von 90 Jahren im Kreise seiner Familie.